# Lijst van beelden in Noordenveld
Dit is een (onvolledige) chronologische lijst van beelden in Noordenveld. Onder een beeld wordt hier verstaan elk driedimensionaal kunstwerk in de openbare ruimte van de Nederlandse gemeente Noordenveld, waarbij beeld wordt gebruikt als verzamelbegrip voor sculpturen, standbeelden, installaties, gedenktekens en overige beeldhouwwerken.
Voor een volledig overzicht van de beschikbare afbeeldingen zie: Beelden in Noordenveld op Wikimedia Commons.

## Een
| Geplaatst | Omschrijving                                         | Kunstenaar                | Straat       | Plaats | Materiaal | Afbeelding |
| --------- | ---------------------------------------------------- | ------------------------- | ------------ | ------ | --------- | ---------- |
| 1961      | Nils Holgerson met gans (op schoorsteen)             | Willem van den Hoek       | Lindelaan 34 | Een    | brons     |            |
| 2000      | Daltonschool de Lindehof (belettering en bladmotief) | Piet Jaap Trotwood Freeve | Lindelaan 34 | Een    |           |            |

## Langelo
| Geplaatst | Omschrijving  | Kunstenaar | Straat       | Plaats  | Materiaal | Afbeelding |
| --------- | ------------- | ---------- | ------------ | ------- | --------- | ---------- |
|           | Oortwijn bank | anoniem    | Schillenveen | Langelo |           |            |

## Nietap
| Geplaatst | Omschrijving         | Kunstenaar | Straat             | Plaats | Materiaal      | Afbeelding |
| --------- | -------------------- | ---------- | ------------------ | ------ | -------------- | ---------- |
| ca. 1917  | Meester Posthumabank | onbekend   | Natuurschoon       | Nietap | baksteen, hout |            |
| 1979      | De Flint             | onbekend   | J.P. Santeeweg 109 | Nietap | zwerfkei       |            |

## Nieuw-Roden
| Geplaatst | Omschrijving           | Kunstenaar         | Straat                  | Plaats      | Materiaal |  |
| --------- | ---------------------- | ------------------ | ----------------------- | ----------- | --------- |  |
| 1998      | Twee zitelementen (01) | Marus van der Made | Dorpsstraat / Eikenlaan | Nieuw Roden | staal     |  |
| 1998      | Twee zitelementen (02) | Marus van der Made | Roderweg thv nr. 11     | Nieuw Roden | staal     |  |

## Norg
| Geplaatst | Omschrijving                                  | Kunstenaar                | Straat                                                 | Plaats | Materiaal    | Afbeelding |
| --------- | --------------------------------------------- | ------------------------- | ------------------------------------------------------ | ------ | ------------ | ---------- |
| 1938      | Tonckensbank                                  | onbekend                  | Eenerstraat (op het terrein van het Molenduinbad)      | Norg   | baksteen     |            |
| 1973      | Markeerpalen Brinkhof (drie boomstammen)      | Piet Jaap Trotwood Freeve | Kerkpad /Brink 1                                       | Norg   | hout         |            |
| 1973      | Korenschoven                                  | onbekend                  | Brink 1                                                | Norg   | koper        |            |
| 1973      | Witte wieven                                  | Piet Jaap Trotwood Freeve | Brink 1                                                | Norg   | eikenhout    |            |
| 1985      | Gemeentewapen Norg en Sogel                   | onbekend                  | Brink 1                                                | Norg   | leisteen     |            |
| 2006      | Edging the boundary (kunstronde Drenthe 2000) | Wessel de Ruijter         | Brink / Kerkpad                                        | Norg   | staal, brons |            |
| onbekend  | Pollingbank                                   | onbekend                  | Postmaatseweg, (links naast molenduinen 20, bospad in) | Norg   | zandsteen    |            |

## Peize
| Geplaatst  | Omschrijving                                 | Kunstenaar        | Straat                                        | Plaats | Materiaal           | Afbeelding |
| ---------- | -------------------------------------------- | ----------------- | --------------------------------------------- | ------ | ------------------- | ---------- |
| 1964       | Meisje                                       | Wladimir de Vries | Boerakkerweg 2a (binnen de school)            | Peize  | brons               |            |
| 1971       | Herinneringsplaquette, fietspad Groningerweg | onbekend          | Groningerweg, nabij Noordsepad                | Peize  | baksteen, graniet   |            |
| 1974, 1976 | Naar school (Moeder en kind)                 | Onno de Ruijter   | Boerakkerweg 2a                               | Peize  | kalksteen, baksteen |            |
| 1989       | Icarus                                       | Henk Rusman       | Hoofdstraat, hoek De Woert                    | Peize  | staal, beton        |            |
| 1989       | Banktransactie                               | Bert Kiewiet      | Oude Velddijk                                 | Peize  | brons               |            |
| 2002       | Halfscheid Hopteeltbank                      | Geert Rossing     | Hoofdstraat                                   | Peize  | hardsteen, graniet  |            |
| 2006       | Struisvogel                                  | Henk Wielink      | Zuurseweg 22, (beeldentuin Loodlijn)          | Peize  | cortenstaal         |            |
| onbekend   | Twee koeien                                  | onbekend          | Hoofdstraat 21, (Woon-zorgcentrum De Hoprank) | Peize  | polyester           |            |

## Roden
| Geplaatst | Omschrijving                                         | Kunstenaar                        | Straat | Plaats | Materiaal                  | Afbeelding |
| --------- | ---------------------------------------------------- | --------------------------------- | --- | ------ | -------------------------- | ---------- |
| 1929      | Het wapen der gemeente Roden                         | Ids Wiersma                       | Raadhuistraat 1 | Roden  | beton. keramiek            |            |
| 1962      | Scholieren (muur reliëf, twee kinderen et fiets)     | Willem van den Hoek               | Burchtlaan 1, (Binnen bij RSG de Borgen) | Roden  | brons                      |            |
| 1969      | Ot en Sien                                           | Suze Boschma-Berkhout             | Brink 9 | Roden  | kalkzandsteen, baksteen    |            |
| 1971      | Plastiek Hero Viersen                                | Hero Viersen                      | Molenweg 1 | Roden  | RVS                        |            |
| 1972      | Ontluikende knoppen (schoolmuur)                     | onbekend                          | Klimop 2 | Roden  | cortenstaal                |            |
| 1973      | Het Valkhof (muur reliëf)                            | G.J. Hunnik                       | Schonauwen 2 | Roden  | Metaalplastiek             |            |
| 1990      | zonder titel (driehoek opstelling)                   | Loes Heebink en Carlo Kroon       | 4 locaties: Julianaplein, Groene deel bij gemeentehuis Raadhuisstraat. Blauwe deel hoek Schoolstraat/Groningerstraat, rode deel op hoek van de Bernhardpassage. | Roden  | staal                      |            |
| 1990      | Constructie                                          | Jan Pieter de Graaf               | Raadhuistraat 1, aan de achterzijde van het gemeentehuis | Roden  | kunststof en RVS           |            |
| 1992      | Dialoog                                              | Karianne Krabbendam               | Ceintuurbaan Zuid 21, verzorgingshuis De Hullen | Roden  | brons                      |            |
| 1992      | Monumentale zitbank                                  | Gerard van Dam                    | Albertsbaan | Roden  | keramiek                   |            |
| 1998      | Het boek = om de hoek of Het Paalboek en Gebarentaal | Loes Heebink & Shlomo Schwarzberg | Mr. Apothekerstraat 13 (bibliotheek) | Roden  | aluminium                  |            |
| 1999      | zonder titel (in de volksmond: Thea)                 | Olbram Zoubek                     | Mensingheweg 7, bij Koetshuis van havezate Mensinge | Roden  | brons                      |            |
| 1999      | Gemeentewapen (gevelsteen)                           | onbekend                          | Raadhuistraat 1 | Roden  | keramiek                   |            |
| 2000      | Mishor (kunstronde Drenthe 2000)                     | Joseph Semah                      | Norgerweg 2d (kinderboerderij) | Roden  | brons, aluminium           |            |
| 2002      | Hindericus Scheepstra                                | Kiki Meyer                        | Brink | Roden  | brons, hardsteen           |            |
| 2004      | Ooi met twee lammeren                                | Gert Sennema                      | Brink 13 | Roden  | brons                      |            |
| 2009      | Vasalis Gedenkteken                                  | Erick de Lyon                     | Mensingheweg 7, op grasveld bij havezate Mensinge | Roden  | beton, terrazzo, veldkeien |            |
| 2020      | Het Vertrekpunt                                      | Mariet Schedler                   | Heerestraat, hoek Touwslager | Roden  | steen                      |            |
| 2022      | Daphne                                               | Nicolas Dings                     | Padkamp / Heerestraat | Roden  |                            |            |
| 2022      | Monument tegen zinloos geweld                        | Gert Sennema                      | Mensingheweg, nabij Museum Havezate Mensinge | Roden  | marmer                     |            |
| onbekend  | H. Scheepstra School (belettering)                   | Rikkert Zuiderveld                | Schooltraat 1 | Roden  | Smeedijzer                 |            |

## Roderwolde
| Geplaatst | Omschrijving     | Kunstenaar      | Straat               | Plaats     | Materiaal        | Afbeelding |
| --------- | ---------------- | --------------- | -------------------- | ---------- | ---------------- | ---------- |
| 2013      | Oerwolt monument | Evert van Fucht | Hooiweg/Onlandsedijk | Roderwolde | cortenstaal, RVS |            |

## Veenhuizen
| Geplaatst | Omschrijving        | Kunstenaar | Straat                                        | Plaats     | Materiaal | Afbeelding |
| --------- | ------------------- | ---------- | --------------------------------------------- | ---------- | --------- | ---------- |
| 1951      | Verzetsmonument     | anoniem    | Meidoornlaan                                  | Veenhuizen |           |            |
| 2006      | De Lantaarnopsteker | H.S. Bosma | Hoek Oude Gracht/Generaal Van den Boschweg    | Veenhuizen |           |            |
| onbekend  | onbekend            | onbekend   | Hoofdweg/Plantsoenstraat                      | Veenhuizen |           |            |
| onbekend  | onbekend            | onbekend   | Meidoornlaan / Oudegracht (bij parkeerplaats) | Veenhuizen |           |            |